# Copris sumatrensis
Copris sumatrensis är en skalbaggsart som beskrevs av Gillet 1921. Copris sumatrensis ingår i släktet Copris och familjen bladhorningar. Inga underarter finns listade i Catalogue of Life.